# Magnus II. (Braunschweig-Lüneburg)

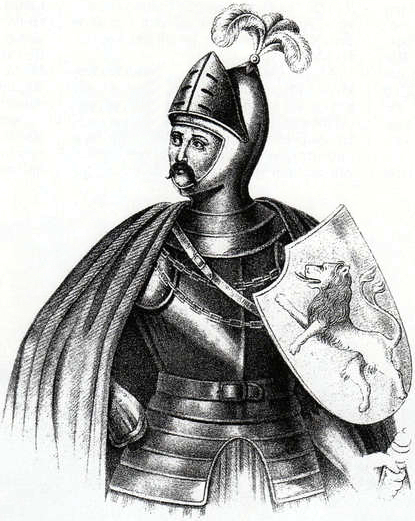
Darstellung von Magnus II. in der Schriftenreihe „Braunschweigischer Fürstensaal“ des Historikers Ludwig Ferdinand Spehr von 1840

Magnus II. Torquatus, auch: Magnus mit der silbernen Kette, Herzog zu Braunschweig-Lüneburg (* 1328; † 25. Juli 1373 bei Leveste) aus dem Geschlecht der Welfen war von 1369 bis zu seinem Tode 1373 Fürst von Lüneburg und Fürst von Braunschweig-Wolfenbüttel.

## Leben
Magnus war der älteste Sohn von Magnus I. und dessen Frau Sophie von Brandenburg (1300–1356). Er wirkte zunächst als Verwalter in Sangerhausen, dann ab 1368 als Amtmann. 1369 erbte er nach dem Tode seines Vaters das Fürstentum Braunschweig-Wolfenbüttel. Wenige Monate später starb auch der Vater seiner Schwägerin Mechtild von Braunschweig-Lüneburg († vor 16. Mai 1410), der Lüneburger Fürst Wilhelm II. Magnus war von ihm als Erbe bestimmt worden und wäre auch den welfischen Hausgesetzen gemäß erbberechtigt gewesen, da sein Vater Magnus I. ein Vetter 2. Grades des verstorbenen gewesen war. Kaiser Karl IV. betrachtete das Reichslehen jedoch als ans Reich zurückgefallen und belehnte die askanischen Herzöge Albrecht von Sachsen-Wittenberg und dessen Onkel Wenzel mit dem Fürstentum, wodurch der Lüneburger Erbfolgekrieg ausgelöst wurde. Die nächsten Jahre waren von militärischen Auseinandersetzungen mit den Wittenbergern geprägt. Nachdem Lüneburg sich aufgrund wiederholter Geldforderungen seitens Magnus auf die Seite der Wittenberger Herzöge stellte, versuchte Magnus Lüneburg einzunehmen, was jedoch misslang. Magnus starb 1373 an tödlichen Verletzungen, die er sich bei einem Zweikampf mit seinem Schwager, Graf Otto I. von Schaumburg, bei der Schlacht bei Leveste am Deister zugezogen hatte.

## Denkmal

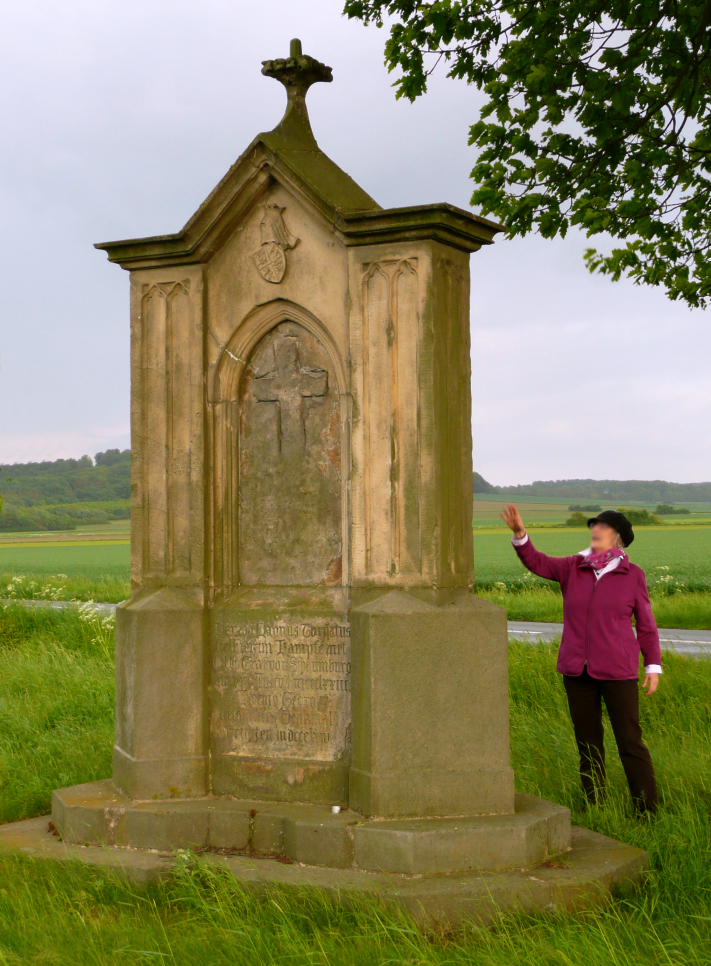
Magnus-Denkmal bei Leveste

1864 ließ König Georg V. von Hannover an der Straße von Leveste nach Gehrden ein Denkmal errichten, das an den dort 1373 gefallenen Herzog Magnus Torquatus erinnert. Es trägt die Inschrift:
Herzog Magnus Torqatus

fiel hier im Kampfe mit

Otto Graf von Schaumburg

am XXV Julius MCCCLXXIII.

Koenig Georg V.

liess dieses Denkmal

errichten MDCCCLXIV
Ursprünglich war an der Todesstelle ein Kreuzstein aufgestellt.
Dieser ehemals rechteckige Quader mit einem kunstlos eingemeißeltem Kreuz dient oben gotisch zugespitzt als Mittelteil des nach Plänen des Oberlandbaumeisters Christian Adolf Vogell im neugotischen Stil errichteten Denkmals.

## Nachkommen
Aus seiner Ehe mit Katharina von Anhalt-Bernburg († 1390), einer Tochter von Fürst Bernhard III. von Anhalt-Bernburg († 1348), hatte Magnus II. elf Kinder:
- Elisabeth ⚭ Herzog Gerhard VI. von Schleswig-Holstein († 1404)
- Friedrich (1357–1400) ⚭ Anna von Sachsen († 1426)
- Bernhard († 1434) ⚭ Margarete von Sachsen (vor 1370–1418)
- Heinrich der Milde († 1416)
- Agnes I. († 1410) ⚭ Herzog Albrecht I. von Braunschweig-Grubenhagen (1339–1383)
- Helene ⚭ Graf Erich I. von Hoya
- Elisabeth († 1420) ⚭ Graf Moritz IV. von Oldenburg (1380–1420)
- Agnes II. (vor 1356–vor 1434) ⚭ Herzog Albrecht III. von Mecklenburg, ab 1363 König von Schweden
- Sophie (1358–1416) ⚭ Herzog Erich IV. von Sachsen-Lauenburg (1354–1411)
- Mechthild (1370–??) ⚭ Graf Otto III. von Hoya († 1428)
- Otto II. (um 1364–1406)